# Gelbgefleckte Bürstenhaarmaus
Die Gelbgefleckte Bürstenhaarmaus (Lophuromys flavopunctatus) ist ein im zentralen und östlichen Afrika verbreitetes Nagetier in der Gattung der Bürstenhaarmäuse. Möglicherweise stellen die unter diesem Taxon zusammengefassten Populationen einen Artenkomplex dar.

## Merkmale
Dieses recht kleine rattenartige Nagetier erreicht ohne Schwanz eine Länge von 98 bis 144 mm, eine Schwanzlänge von 46 bis 88 mm und ein Gewicht von 36 bis 73 g. Es sind 20 bis 25 mm lange Hinterfüße und 13 bis 20 mm lange Ohren vorhanden. Die Haare des borstigen Fells der Oberseite sind an den Wurzeln rötlich mit gelber Tönung, in der Mitte gelb und an den Spitzen dunkel, was ein geflecktes rotbraunes bis schwarzbraunes Aussehen erzeugt. Unterseits ist hellbraunes bis zimtbraunes Fell vorhanden, das bei Jungtieren rötlicher ist. Typisch für den Kopf sind kleine dunkle Augen und rötliche nackte Ohren. Weitere Kennzeichen sind dunkelbraune Vorder- und Hinterpfoten mit langen Krallen. Der dunkle Schwanz trägt oberseits wenige kurze dunkle Borsten und unterseits weißliche Borsten. Je nach Population besitzen Weibchen zwei oder vier paarig angeordnete Zitzen auf der Brust und zwei Zitzen im Leistenbereich.

## Verbreitung
Die Gelbgefleckte Bürstenhaarmaus lebt hauptsächlich in der Demokratischen Republik Kongo. Kleinere verstreute Populationen erreichen über Südsudan Äthiopien, Kenia, Tansania, Sambia und den Norden von Mosambik. Die Exemplare halten sich im Flachland, auf Hochebenen und in Gebirgen bis 4500 Meter Höhe auf. Sie bewohnen Regenwälder, feuchte Bergwälder, feuchte Grasländer und Sümpfe.

## Lebensweise
Die Art hält sich auf dem Grund auf oder klettert im bodennahen Bewuchs. Vermutlich leben die Individuen vorwiegend einzeln. Exemplare in Gefangenschaft waren aggressiv zueinander, was den Tod aufgrund von Verletzungen oder Erschöpfung zur Folge haben konnte. Zusätzlich versteckten sich Labortiere oft in Pflanzen oder hinter anderen Objekten. Die Gelbgefleckte Bürstenhaarmaus ist bei größerem Feinddruck nachtaktiv, kann jedoch am Tage auf Nahrungssuche gehen. Bei Gefahr kann sie einen pfeifenden Schrei ausstoßen, hüpfen und schnell zum nächsten Versteck rennen. Zur Abwehr von landgebundenen Beutegreifern besitzen die Exemplare einen auffälligen Geruch, der dem Duft von Spitzmäusen ähnelt.
Dieses Nagetier ernährt sich von Insekten und deren Larven, von Erdwürmen, von Samen sowie Wurzelknollen und meidet grüne Pflanzenteile. Im geringen Maße zählen Kadaver kleinerer Wirbeltiere zur Nahrung. Die Beute wird in der Laubschicht oder im oberen Erdreich gefunden. Im Labor fraßen die Tiere durchschnittlich 4 g pro Tag und hochträchtige Weibchen 12 g pro Tag.
Allgemein findet die Fortpflanzung in der Regenzeit und zu Beginn der Trockenzeit statt. In Regionen mit längerer Regenzeit kommen mehrere Würfe mit wenigen Nachkommen vor, während in anderen Gebieten die Wurfanzahl kleiner und die Anzahl der Neugeborenen pro Wurf höher ist. Nach etwa 30 Tagen Trächtigkeit werden je nach Verbreitung 2 bis 5 Jungtiere geboren. Diese sind bei Geburt blind, taub und nackt mit einem Gewicht von 6,5 bis 9,5 g. Das erste flaumige Fell hat sich nach sechs Tagen entwickelt und die Augen öffnen sich nach spätestens sieben Tagen. Die Exemplare sind nach 50 bis 70 Tagen geschlechtsreif. Da nur wenige Weibchen mehr als einen Wurf im Leben zeugen, wird die gesamte Population schon nach kurzer Zeit ausgetauscht. Die Gelbgefleckte Bürstenhaarmaus fällt verschiedenen Raubvögeln und Eulen zum Opfer. Zusätzlich wird sie von Schlangen der Gattungen Echte Kobras, Mambas und Puffottern gejagt.

## Gefährdung
Landschaftsveränderungen können sich negativ auf kleine Populationen auswirken. Die IUCN listet die Art als nicht gefährdet (least concern), da keine weiteren Bedrohungen vorliegen und da die Gelbgefleckte Bürstenhaarmaus in geeigneten Habitaten sehr häufig auftritt.